# أليكس كريستي (لاعب كرة قدم)
أليكس كريستي (بالإنجليزية: Alex Christie)‏ (27 يونيو 1896 بغلاسكو في المملكة المتحدة - 22 مايو 1981 في المملكة المتحدة) هو لاعب كرة قدم بريطاني (وحمل سابقاً جنسية المملكة المتحدة لبريطانيا العظمى وأيرلندا) في مركز الدفاع. لعب مع نادي إكزتر سيتي ونادي روتشديل ونادي ريدنغ ونادي ساوثهامبتون ونادي والسول وهاميلتون أكاديميكال ونادي ألدرشوت.